# Lucille
"Lucille" is een nummer van de Amerikaanse muzikant Little Richard. Het nummer verscheen in 1957 als single. Een jaar later stond het ook op zijn album Little Richard.

## Achtergrond
"Lucille" is geschreven door Richard en Albert Collins en geproduceerd door Robert Blackwell. Oorspronkelijk werd alleen Collins als schrijver genoemd, maar Richard kocht de helft van de rechten van het nummer op het moment dat Collins in de gevangenis zat. Op het nummer speelt Richard de piano en wordt hij begeleid door tenorsaxofonist Lee Allen, baritonsaxofonist Alvin Tyler, gitarist Roy Montrell, basgitarist Frank Fields en drummer Earl Palmer. De single bereikte plaats 21 in de Billboard Hot 100 en werd een nummer 1-hit in de Amerikaanse r&b-lijst, en kwam tot de tiende plaats in de Britse UK Singles Chart.
Richard heeft "Lucille" meerdere keren opnieuw opgenomen. In 1964 verscheen de eerste nieuwe versie op het compilatiealbum Little Richard's Greatest Hits. In 1992 verscheen zijn laatste opname van het nummer op het album Little Richard Meets Masayoshi Takanaka. In 2002 werd de oorspronkelijke opname van het nummer opgenomen in de Grammy Hall of Fame.

## Covers
"Lucille" is door diverse artiesten gecoverd. The Everly Brothers behaalden in 1960 plaats 21 in de Amerikaanse Billboard Hot 100 met hun versie. In Nederland kwam deze versie tot plaats 7 in de voorloper van de Single Top 100, en in Vlaanderen tot plaats 14 in de voorloper van de Ultratop 50. Op 5 oktober 1963 namen The Beatles het nummer op voor het BBC-radioprogramma Saturday Club, die in 1994 verscheen op het album Live at the BBC. Een andere versie, op 17 september genomen voor het programma Pop Go The Beatles, stond in 2013 op het album On Air – Live at the BBC Volume 2. In 1974 speelden Beatles-leden John Lennon en Paul McCartney het nummer in hun enige opnamesessie nadat de band uit elkaar was gegaan, die in 1992 verscheen op het bootlegalbum A Toot and a Snore in '74.
Waylon Jennings behaalde in 1983 een nummer 1-hit in de Amerikaanse countrylijsten met zijn versie. Ook The Dave Clark Five, The Hollies (Stay with The Hollies) en Otis Redding (Pain in My Heart) hebben het nummer opgenomen, en Deep Purple en Queen hebben het gespeeld tijdens hun concerten. In Nederland is een deel van het nummer te horen in de medley Do You Remember van Long Tall Ernie and the Shakers. Ook werd in 1990 een bewerking van Normaal, geschreven door Bennie Jolink en Bennie Migchelbrink, een hit; deze bereikte plaats 22 in de Nederlandse Top 40 en plaats 24 in de Nationale Top 100.

## Hitnoteringen

### The Everly Brothers

#### VoorloperSingle Top 100
| Hitnotering week 1: 01-10-1960 Hitnotering week 2 t/m 9: 26-11-1960 t/m 14-01-1961 | Hitnotering week 1: 01-10-1960 Hitnotering week 2 t/m 9: 26-11-1960 t/m 14-01-1961 | Hitnotering week 1: 01-10-1960 Hitnotering week 2 t/m 9: 26-11-1960 t/m 14-01-1961 | Hitnotering week 1: 01-10-1960 Hitnotering week 2 t/m 9: 26-11-1960 t/m 14-01-1961 | Hitnotering week 1: 01-10-1960 Hitnotering week 2 t/m 9: 26-11-1960 t/m 14-01-1961 | Hitnotering week 1: 01-10-1960 Hitnotering week 2 t/m 9: 26-11-1960 t/m 14-01-1961 | Hitnotering week 1: 01-10-1960 Hitnotering week 2 t/m 9: 26-11-1960 t/m 14-01-1961 | Hitnotering week 1: 01-10-1960 Hitnotering week 2 t/m 9: 26-11-1960 t/m 14-01-1961 | Hitnotering week 1: 01-10-1960 Hitnotering week 2 t/m 9: 26-11-1960 t/m 14-01-1961 | Hitnotering week 1: 01-10-1960 Hitnotering week 2 t/m 9: 26-11-1960 t/m 14-01-1961 | Hitnotering week 1: 01-10-1960 Hitnotering week 2 t/m 9: 26-11-1960 t/m 14-01-1961 | Hitnotering week 1: 01-10-1960 Hitnotering week 2 t/m 9: 26-11-1960 t/m 14-01-1961 |
| Week                                                                               | 1                                                                                  |                                                                                    | 2                                                                                  | 3                                                                                  | 4                                                                                  | 5                                                                                  | 6                                                                                  | 7                                                                                  | 8                                                                                  | 9                                                                                  |                                                                                    |
| ---------------------------------------------------------------------------------- | ---------------------------------------------------------------------------------- | ---------------------------------------------------------------------------------- | ---------------------------------------------------------------------------------- | ---------------------------------------------------------------------------------- | ---------------------------------------------------------------------------------- | ---------------------------------------------------------------------------------- | ---------------------------------------------------------------------------------- | ---------------------------------------------------------------------------------- | ---------------------------------------------------------------------------------- | ---------------------------------------------------------------------------------- | ---------------------------------------------------------------------------------- |
| Nummer                                                                             | 11                                                                                 | uit                                                                                | 9                                                                                  | 7                                                                                  | 9                                                                                  | 9                                                                                  | 10                                                                                 | 10                                                                                 | 10                                                                                 | 10                                                                                 | uit                                                                                |

### Normaal

#### Nederlandse Top 40
| Hitnotering: 18-08-1990 t/m 15-09-1990 | Hitnotering: 18-08-1990 t/m 15-09-1990 | Hitnotering: 18-08-1990 t/m 15-09-1990 | Hitnotering: 18-08-1990 t/m 15-09-1990 | Hitnotering: 18-08-1990 t/m 15-09-1990 | Hitnotering: 18-08-1990 t/m 15-09-1990 | Hitnotering: 18-08-1990 t/m 15-09-1990 |
| Week                                   | 1                                      | 2                                      | 3                                      | 4                                      | 5                                      |                                        |
| -------------------------------------- | -------------------------------------- | -------------------------------------- | -------------------------------------- | -------------------------------------- | -------------------------------------- | -------------------------------------- |
| Nummer                                 | 29                                     | 24                                     | 22                                     | 29                                     | 40                                     | uit                                    |

#### Nationale Top 100
| Hitnotering: 21-07-1990 t/m 22-09-1990 | Hitnotering: 21-07-1990 t/m 22-09-1990 | Hitnotering: 21-07-1990 t/m 22-09-1990 | Hitnotering: 21-07-1990 t/m 22-09-1990 | Hitnotering: 21-07-1990 t/m 22-09-1990 | Hitnotering: 21-07-1990 t/m 22-09-1990 | Hitnotering: 21-07-1990 t/m 22-09-1990 | Hitnotering: 21-07-1990 t/m 22-09-1990 | Hitnotering: 21-07-1990 t/m 22-09-1990 | Hitnotering: 21-07-1990 t/m 22-09-1990 | Hitnotering: 21-07-1990 t/m 22-09-1990 | Hitnotering: 21-07-1990 t/m 22-09-1990 |
| Week                                   | 1                                      | 2                                      | 3                                      | 4                                      | 5                                      | 6                                      | 7                                      | 8                                      | 9                                      | 10                                     |                                        |
| -------------------------------------- | -------------------------------------- | -------------------------------------- | -------------------------------------- | -------------------------------------- | -------------------------------------- | -------------------------------------- | -------------------------------------- | -------------------------------------- | -------------------------------------- | -------------------------------------- | -------------------------------------- |
| Nummer                                 | 98                                     | 85                                     | 68                                     | 56                                     | 38                                     | 27                                     | 24                                     | 34                                     | 55                                     | 82                                     | uit                                    |